# Burg Krumau am Kamp
Die Burg Krumau am Kamp ist eine mittelalterliche Höhenburg in der Gemeinde Krumau am Kamp im Bezirk Krems-Land in Niederösterreich. Sie steht unter Denkmalschutz.

## Geschichte
Krumau wird als Ort bereits 1056 erwähnt. Eine Stiftung an das Kloster Zwettl ist für 1141 erwähnt. Die Errichtung der Burg soll auf Heinrich II. Jasomirgott zurückgehen. 1168 wird ein Prunricus de Crumbenow als Burggraf erwähnt. Krumau war wegen des Flussüberganges für den Herzog strategisch wichtig und wurde zum Zentrum des babenbergischen Eigenbesitzes im mittleren Waldviertel.
Margarete von Babenberg zog sich 1261 auf die Burg zurück. Während sie die Winter vermutlich vorwiegend in Krems verbrachte, lebte sie in der wärmeren Jahreszeit auf der Burg, wo sie 1267 auch starb.
Nach dem Tod von König Ottokar II. Přemysl (1278) wurde die Burg habsburgisch. Die Burg wurde mehrfach verpfändet, wobei die Pfandinhaber sie wie ihr Eigentum behandelten und Umbauten vornahmen. 1522 ließ der damalige Pfandherr Gregor Rauber den Palas aufstocken und die mittelalterliche Burg in ein wohnlicheres Schloss umbauen. Dennoch waren Teile der Anlage 1567 bereits so baufällig, dass einzelne Burgmauern in den Kamp abstürzten.
1601 erwarb der letzte Pfandbesitzer Peter Gregorotzky die Herrschaft als freies Eigen. Er war Truchsess unter Kaiser Matthias. Da er sich 1620 dem rebellierenden Horner Bund angeschlossen hatte, wurden seine Güter vom Kaiser Ferdinand II. eingezogen. Die Burg wurde im gleichen Jahr von Soldaten des kaiserlichen Feldherrn Buquoy besetzt.
Gregorotzkys Schwiegersohn, Sigmund von Megier, konnte die Herrschaft wieder erwerben. 1667/68 kam es zu einem großzügigen Ausbau des Schlosses. Um 1755 verlegten seine Nachkommen ihren Wohnsitz nach Krems. Das Schloss wurde bald vernachlässigt. Vor 1790 wurden noch brauchbare Bauteile, wie Fenster, Türen und Öfen ausgebaut und zur Ausgestaltung des Schlosses Idolsberg verwendet.
Nach mehreren Besitzübertragungen wurde die Halbruine der Gemeinde Krumau verpachtet. Noch bewohnbare Teile wurden vorübergehend als Armenhaus verwendet. In den folgenden Jahren wurde sie von der umliegenden Bevölkerung als Steinbruch zum Bau ihrer Häuser benutzt. Das Holz des Dachstuhls diente als Bau- und Brennmaterial.
1814 erwarb Heinrich Freiherr von Pereira-Arnstein Krumau und ließ einen Teil der Schlossruine wieder bewohnbar machen. Der Rest blieb dem Verfall überlassen. Ab 1842 wechselten die Besitzer häufig. Das Schloss war bis 1942 bewohnt. 1953 vernichtete ein Brand den Dachstuhl. Dieser wurde vom Land Niederösterreich, das den Bau 1959 erworben hatte, erneuert. 1976 ging das Schloss wieder in Privatbesitz über. Nach einer umfangreichen Sanierung dient die einstige Burg nunmehr Wohnzwecken.

## Beschreibung
Die Burganlage thront unmittelbar nordwestlich des Ortszentrums von Krumau am Kamp auf einem schroff zum linken Kampufer abstürzenden Felsstock. Ein wohl überwiegend natürlicher Einschnitt trennt den Fels vom stark überhöhten Vorgelände im Nordwesten. Die nach tiefgreifender Instandsetzung heute bewohnbare Burg vermittelt durch romantisierende, aber durchaus stimmige Ergänzungen besonders vom Tal ein eindrucksvolles romantisches Bild.